# Rocketsports Racing
Rocketsports Racing es un equipo de carreras estadounidense que compitió en la Championship Auto Racing Teams, en la Trans-Am y actualmente disputa la United SportsCar Championship con sede en East Lansing, Míchigan.

## Historia
Rocketsports fue fundado en 1985 por el expiloto de carreras Paul Gentilozzi para competir en la Trans-Am Series. Compitió en la Trans-Am hasta 2004, cuando se canceló el campeonato, y ha logrado 57 victorias absolutas en 20 años de permanencia en la serie. También compitió en el Campeonato IMSA GT.

### Su historia en la Champ Car World Series
Rocketsports decidió participar en la Champ Car para la temporada 2003 contratando al piloto canadiense Alex Tagliani, dándole su única victoria al equipo en Road America en 2004. En 2005 y 2006 el equipo compitió con coches con pilotos pago y los pilotos cambiaron con frecuencia. En 2007, Tagliani regresó a tiempo completo con el equipo, y formaron una alianza técnica con RuSPORT. Esta alianza fue apodada RSPORTS, logró una victoria de carrera con el piloto de RuSPORT Justin Wilson. Sin embargo, la alianza terminó a final de la temporada. En 2008, tras la unificación de la Champ Car y la IRL, Rocketsports anunció que no seguiría a la transición a la IndyCar Series. Ellos solamente compitieron en la final de la Champ Car en el Toyota Gran Premio de Long Beach, con el piloto Antônio Pizzonia, quien compitió por Rocketsports en Long Beach en 2006, y con el finlandés Juho Annala.

### De regreso a la Trans-Am

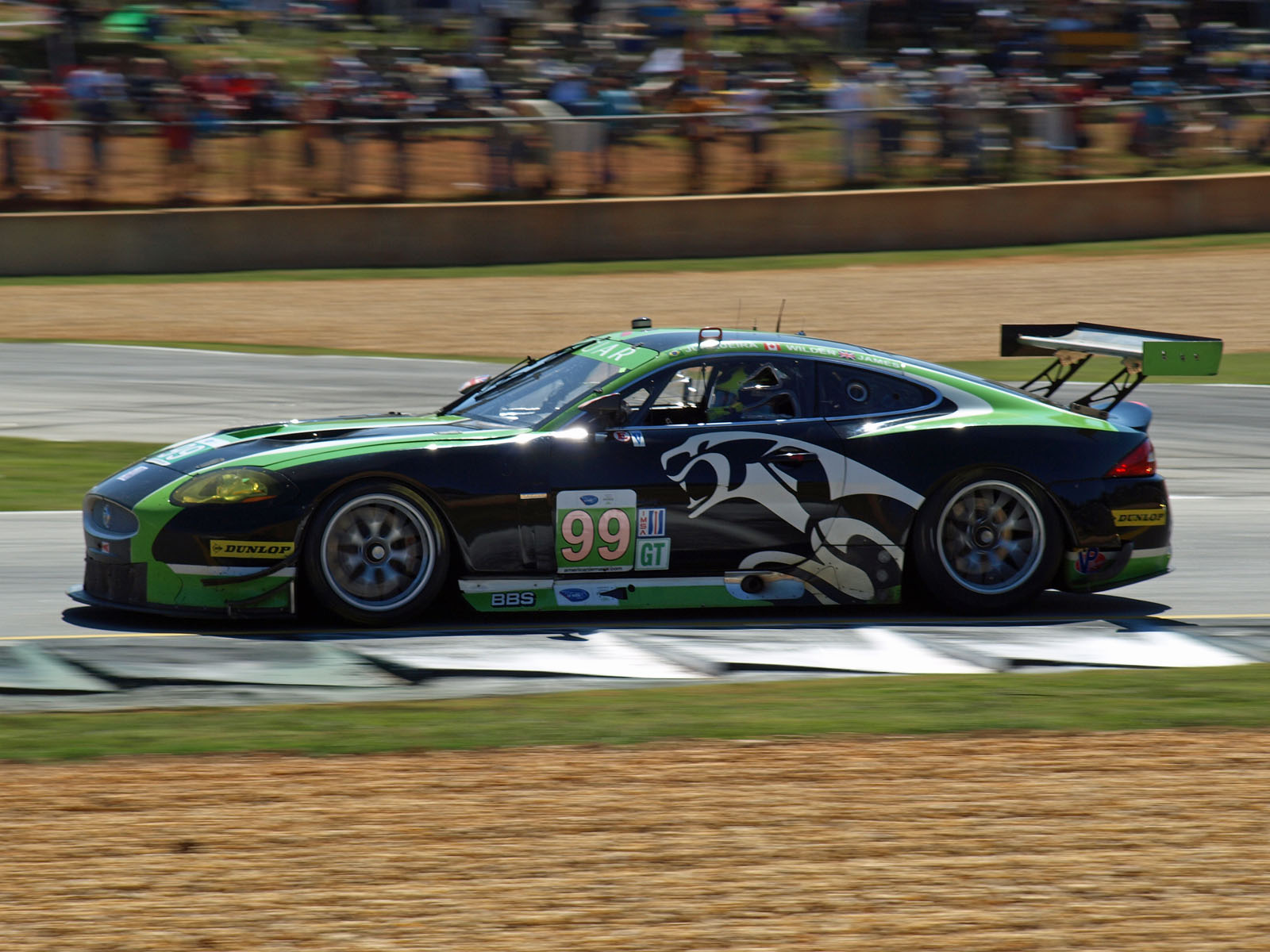
Jaguar XKR GT2 de Rocketsports en la Petit Le Mans 2011.

Desde la desaparición de la Champ Car, Rocketsports volvió a competir en la revivida serie Trans-Am con el piloto Tomy Drissi, ganando el campeonato de 2009. En 2010, Jaguar anunció que la compañía ingresearía a la edición 24 Horas de Le Mans de 2010 con el Jaguar RSR XKR GT2 construido por Rocketsports Racing.

## Pilotos notables
- Juho Annala (2008)
- Mario Domínguez (2006)
- Memo Gidley (2004)
- Timo Glock (2005)
- Ryan Hunter-Reay (2005)
- Tonis Kasemets (2006)
- Michael McDowell (2005)
- Nicky Pastorelli (2006)
- Nelson Philippe (2004)
- Antônio Pizzonia (2006, 2008)
- Guy Smith (2004)
- Alex Tagliani (2003–2004, 2007)